# Palmillas (Cuba)
Palmillas es una localidad cubana del municipio de Colón, perteneciente a la provincia de Matanzas.

## Historia
Hacia la década de 1860, la aldea, por entonces cabeza del partido del mismo nombre, tenía contabilizada una población de 218 habitantes. Aparece descrita en el cuarto tomo del Diccionario geográfico, estadístico, histórico, de la isla de Cuba de Jacobo de la Pezuela con las siguientes palabras:

Palmillas. (aldea de) Cabeza de su Part.º con 39 casas y 218 habitantes, fundada en 1818 en terreno llano y muy fértil, á orillas del camino real de Cuba, no lejos de la izquierda del rio de su nombre, en tierras del hato de las Guasimas, cuyos llanos son anegadizos y aun pantanosos en tiempo de lluvia. La iglesia se erigió en 1819 como tenencia auxiliar de Guamutas, construyéndose en 1829 el templo actual. Su culto está servido por un cura párroco de ingreso, y un sacristan mayor, á quien abona la Hacienda 239 ps. fs. 75 cs. anuales. Para la fábrica y entretenimiento citado abona 300. El Cuadro Estadístico de 1846 le designa con 15 casas de tablas y tejas y otras tantas de guano, con 3 pulperías, tienda mista, panadería, fonda y posada, herrería y zapatería, y 135 habitantes blancos, 92 de color libres y 16 esclavos. Ciento noventa y tres almas era la poblacion total que le señalaba en 1841 el censo de ese año. Tiene algunas casas regulares de mampostería; la mayor parte son de tabla y teja y embarrado y guano. Hay una carteria que está á cargo de un comisionado, al cual le abona la Hacienda 50 ps. fs. anuales. El grupo del caserío se estiende por la orilla N. del camino que desde los sitiso de Palmillas se dirige al hato de Santa Bárbara. Dista Palmillas 88 leguas al S. E. de la Habana, 18 de Cárdenas y 8 al S., ¼ S. E. de Guamutas. Está al N. N. E. del Caimito, al O. S. O. de Alvarez, al S. O. del paradero de la Macagua, y al E. S. E. de la Nueva Bermeja, siendo el paradero de la Agüica el que está mas cercano (como 2 leguas al N. ¼ N. E.) en la prolongacion del ferro-carril de Cárdenas, que termina en la Macagua. J. de Colon.
(Pezuela, 1866, p. 190)